# Pedro Uralde
Pedro Uralde Hernáez (ur. 2 marca 1958 w Vitorii) – hiszpański piłkarz grający na pozycji napastnika.

## Kariera klubowa
Karierę piłkarską Uralde rozpoczął w Realu Sociedad. W latach 1976–1979 występował w rezerwach klubu w rozgrywkach Tercera División. W 1979 roku awansował do kadry pierwszego zespołu Realu. W Primera División zadebiutował 3 lutego 1980 roku w wygranym 4:0 domowym spotkaniu z Athletikiem Bilbao. W 1980 roku wywalczył z Realem wicemistrzostwo Hiszpanii. Z kolei w sezonie 1980/1981 został z Realem Sociedad mistrzem kraju. Natomiast w 1982 roku obronił tytuł mistrzowski, a latem tamtego roku zdobył Superpuchar Hiszpanii. W Realu Sociedad od 1979 do 1986 roku rozegrał 179 meczów i strzelił 62 bramki.
Latem 1986 roku Uralde przeszedł z Realu do Atlético Madryt. Zadebiutował w nim 31 sierpnia 1986 w meczu z Espanyolem Barcelona. W Atlético grał przez rok tworząc atak z Urugwajczykiem Jorgem da Silvą.
W 1987 roku Uralde wrócił do Kraju Basków i został piłkarzem Athleticu Bilbao. W nim po raz pierwszy wystąpił 29 sierpnia 1987 w zwycięskim 2:1 meczu z Mallorką. W ataku klubu z Bilbao grał przez 3 sezony i występował w nim wraz z Juliem Salinasem. W barwach Athleticu strzelił 34 gole.
W 1990 roku Uralde trafił do Deportivo La Coruña. W 1991 roku wywalczył z nim awans z Segunda División do Primera División. W 1992 roku zakończył karierę piłkarską.
| Sezon   | Klub                | Kraj      | Rozgrywki        | Mecze | Bramki |
| ------- | ------------------- | --------- | ---------------- | ----- | ------ |
| 1976/77 | Real Sociedad B     | Hiszpania | Tercera División | ?     | ?      |
| 1977/78 | Real Sociedad B     | Hiszpania | Tercera División | ?     | ?      |
| 1978/79 | Real Sociedad B     | Hiszpania | Tercera División | ?     | ?      |
| 1979/80 | Real Sociedad       | Hiszpania | Primera División | 3     | 0      |
| 1980/81 | Real Sociedad       | Hiszpania | Primera División | 29    | 7      |
| 1981/82 | Real Sociedad       | Hiszpania | Primera División | 28    | 14     |
| 1982/83 | Real Sociedad       | Hiszpania | Primera División | 32    | 10     |
| 1983/84 | Real Sociedad       | Hiszpania | Primera División | 34    | 10     |
| 1984/85 | Real Sociedad       | Hiszpania | Primera División | 25    | 8      |
| 1985/86 | Real Sociedad       | Hiszpania | Primera División | 30    | 13     |
| 1986/87 | Atlético Madryt     | Hiszpania | Primera División | 36    | 8      |
| 1987/88 | Athletic Bilbao     | Hiszpania | Primera División | 38    | 15     |
| 1988/89 | Athletic Bilbao     | Hiszpania | Primera División | 34    | 13     |
| 1989/90 | Athletic Bilbao     | Hiszpania | Primera División | 24    | 6      |
| 1990/91 | Deportivo La Coruña | Hiszpania | Segunda División | 31    | 15     |
| 1991/92 | Deportivo La Coruña | Hiszpania | Primera División | 25    | 8      |

## Kariera reprezentacyjna
W reprezentacji Hiszpanii Uralde zadebiutował 28 kwietnia 1982 roku w wygranym 2:0 towarzyskim spotkaniu ze Szwajcarią. W tym samym roku został powołany przez selekcjonera Joségo Santamaríę do kadry na Mistrzostwa Świata 1982. Na tym turnieju wystąpił w jednym spotkaniu, z Anglią (0:0). Od 1982 do 1986 roku rozegrał w kadrze narodowej 3 mecze.